# Neuza Back
Neuza Ines Back (Saudades, estado de Santa Catarina, Brasil, 11 de agosto de 1984) es una árbitro y asistente de fútbol y educadora físico brasileña.
Actualmente, pertenece a los árbitros de la FPF, CBF, CONMEBOL y FIFA.

## Biografía
Neuza es hija de Guerino Back y Carmelita Back. En el 2005, por invitación de su hermano André Luiz, cuando aún estudiaba Educación Física, inició su andadura en el arbitraje, actuando en partidos de aficionados, comandados por la Liga Maravilhense de Desportos, afiliada a la Federación de Fútbol de Santa Catarina, de la cual se hizo parte.
Después de un año, participó de la evaluación anual de la Federación de Fútbol de Santa Catarina, que fue aprobada y, así en el 2006, ingresó a la Federación.
En 2007, recibió una invitación de la Federación de Fútbol de Santa Catarina para participar en la evaluación promovida por la Confederación Brasileña de Fútbol para la composición del primer equipo femenino de árbitros, que tuvo lugar en octubre de 2007, en Itajaí. Aunque pasó la prueba, no tuvo lugar para entrar en la terna ya que solo había tres lugares para los cinco candidatos que pasaron la prueba.
En 2008, debutó en el fútbol profesional, jugando en los juegos del Campeonato del Estado de Santa Catarina, y en el mismo año, fue nuevamente invitada a participar de la evaluación que compondría el plantel femenino arbitral de la Confederación Brasileña de Fútbol, esta vez incluida en la lista nacional. del plantel que se formó sólo para jugar en la Copa de Brasil Femenina. Aún en 2008, decidió en su carrera, incursionar en un curso de seis meses en Balneário Camboriú, donde obtuvo el certificado de primer lugar en la clase del curso de formación de árbitros que realiza anualmente la Federación Catarinense de Fútbol.
En 2009, fue invitada a hacer la evaluación de la Confederación Brasileña de Fútbol, en la que fue aprobada y así comenzó su historia en la CBF. Su debut se dio en un partido de la Serie C, pero también debutó en la Serie A de Brasil en un partido disputado en el Estadio Olímpico de Porto Alegre, entre Grêmio y el Barueri.
En los años siguientes, en 2010 y 2011, siguió arbitrando en competencias estatales y nacionales.
En 2012 se comunicó que su nombre había sido incluido en la lista de aspirantes a árbitros FIFA, es decir, Neuza empezó a pitar en partidos internacionales, pero fue ascendido en 2014 a FIFA.
El 2 de mayo de 2016, la CBF anunció que representará al país en el fútbol femenino en los Juegos Olímpicos de Río de Janeiro 2016. Por tal hazaña, fue a la Casa Legislativa de su municipio natal, para recibir un homenaje por su logro.
En 2018 fue convocada por la Comisión de Árbitros de la CONMEBOL para pitar en la Copa América Femenina de Chile. También ese año, fue convocada para pitar en la CONMEBOL Libertadores Femenina 2018.
En 2019, pitó el partido de ida de la final de la Copa de Brasil, entre Athletico-PR e Internacional SC. También participó en la Copa Mundial Femenina, pitando en la semifinal entre Inglaterra y Estados Unidos.
En 2020, pitó por primera vez en un partido internacional masculino, con resultado de empate a 1 entre Peñarol y Vélez Sarsfield, por la Copa Sudamericana 2020.
En 2021, junto a Edina Alves, compuso el primer trío de mujeres en una competición de la FIFA masculina adulta, pitando en el Mundial de Clubes de Catar 2021. Pitó los cuartos de final entre Club Tigres y el Ulsan Hyundai como asistente de reserva y como asistente en el duelo entre Ulsan Hyundai y Al Duhail, por el partido del quinto puesto del Mundial. Ese mismo año, fue seleccionada para los Juegos Olímpicos de Tokio 2020. En mayo de ese año, también con Edina Alves, arbitraron el partido entre Club Social y Deportivo Defensa y Justicia e Independiente del Valle, que fue el primer partido en la historia de la Conmebol Libertadores en tener solo mujeres en el equipo arbitral.
En 2022, fue seleccionada para ser asistente en la Copa del Mundo de Catar, siendo una de las seis mujeres que pitarán en la Copa del Mundo por primera vez, siendo junto con la arbitra francesa Stéphanie Frappart, Karen Díaz y Kathryn Nesbitt, las que dirigirán el encuentro entre las selecciones del fútbol de  Alemania y Costa Rica, marcando un hito en el futbol mundial.